# Hilberling PT-8000A

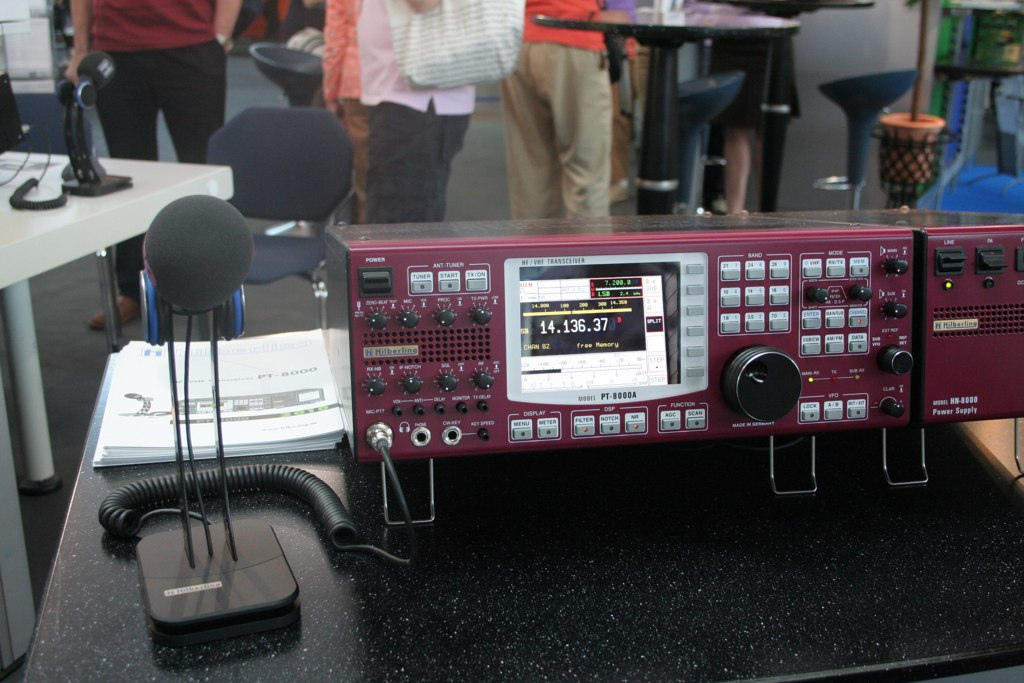
Das Gerät (hier in Bordeauxrot) mit dazugehörigem Tischmikrofon (links)

Hilberling PT-8000A ist ein Amateurfunk-Sendeempfänger des deutschen Herstellers Hilberling für die Kurzwellen-Amateurfunkbänder sowie das 6-Meter-, das 4-Meter- und das 2-Meter-Band. Zusammen mit einem Netzteil sowie einer Morsetaste oder einem Mikrofon kann er als Stationsfunkgerät innerhalb einer Amateurfunkstelle eingesetzt werden.

## Geschichte

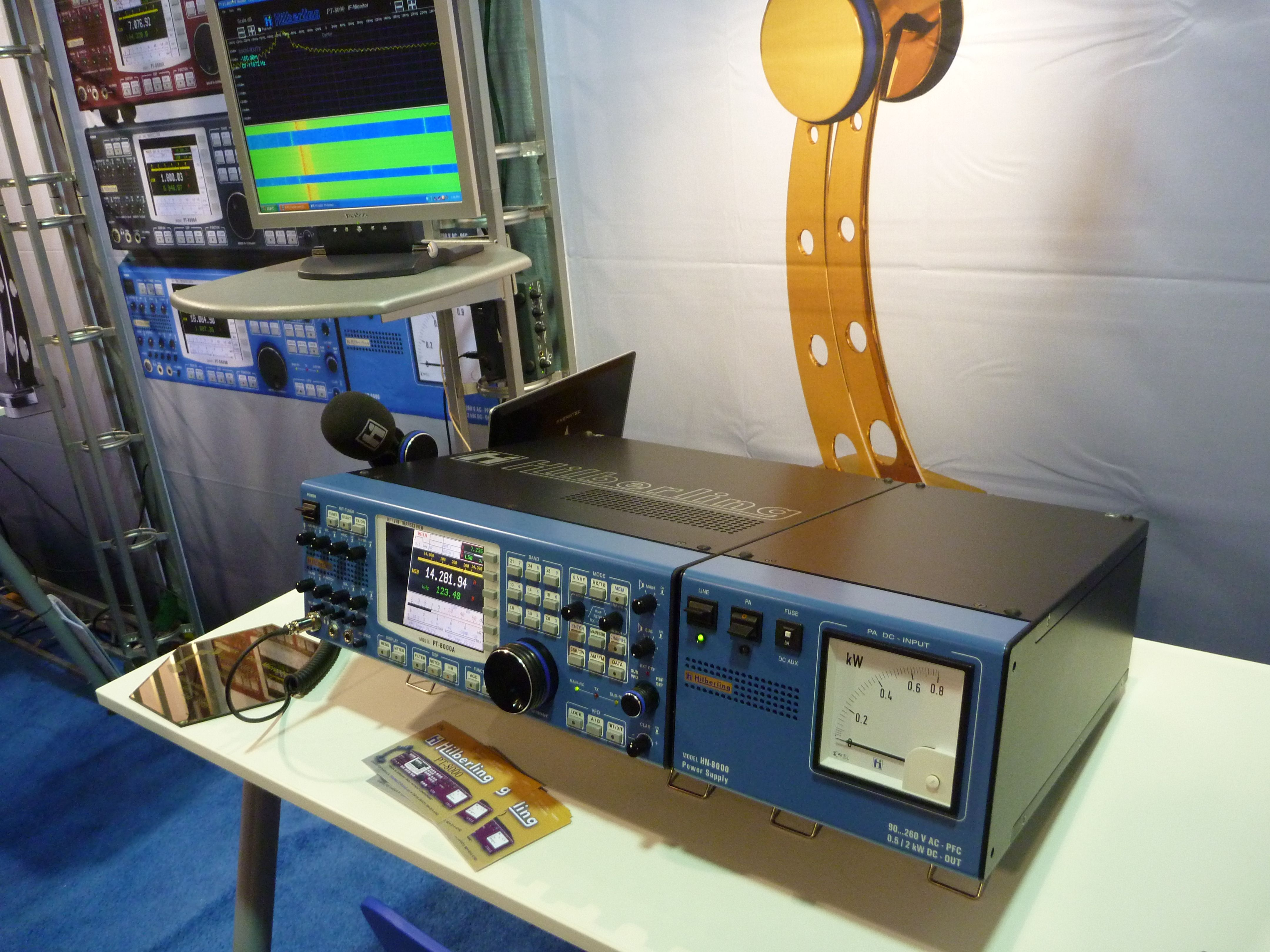
Das gleiche Funkgerät (hier in Brillantblau) mit dazugehörigem Netzteil HN-8000 (rechts)

Einem größeren Publikum vorgestellt wurde das Gerät zum ersten Mal im Herbst 2006 auf der Ham Radio in Friedrichshafen. Der Auftritt erwies sich jedoch als verfrüht. Der Transceiver war technisch noch nicht ausgereift und musste zurückgezogen werden. Im Jahr 2008 erklärte der Hersteller, das Gerät „werde nicht in Serienproduktion gehen.“
Zwei Jahre später jedoch waren die technischen Schwierigkeiten überwunden und erste Seriengeräte erhältlich. Im Jahr 2014 kam die Amateurfunkzeitschrift QST der American Radio Relay League (ARRL) zu einer sehr positiven Beurteilung des Geräts.
Als Ergänzung zum Sendeempfänger gibt es, außer dem dazu passenden separaten Netzteil HN-8000, einen Leistungsverstärker HPA-8000B. Bei einer Ausgangsleistung von 1 kW deckt er den Frequenzbereich von 1,8 MHz bis 70 MHz ab. Ferner ist ein Tischmikrofon sowie eine Präzisionsmorsetaste erhältlich.
Als kleines aber exklusives Extra ist der Sendeempfänger in unterschiedlichen Gehäusefarben lieferbar. Außer Anthrazitgrau (RAL 7016) gibt es Bordeauxviolett (RAL 4004), Brillantblau (RAL 5007), Bronzegrün (RAL 6031) und Telegrau (RAL 7045). Dies gilt für den Trx, die PSU und den PA.

## Technische Daten
- Abmessungen (L×B×H): 465 mm × 425 mm × 175 mm
- Gewicht: 28 kg
- Frequenz: Amateurfunkbänder von 160 m bis 2 m
- Sendeleistung: max. 200 W